# SB/DV 109 sorozat
A Déli Vasút (SB/DV) 109 sorozatú gyorsvonati gőzmozdonya, bár nem Karl Gölsdorf alkotása és nem tartozott a legnagyobb teljesítményű, sem a legnagyobb példányszámú osztrák mozdonyok közé, mégis az egyik legsikeresebb „lajtáninneni” tervezésű mozdonysorozattá vált, mely egyszerű, de célszerű szerkezetével az utódállamok vasútjain is sok évtizedes hasznos szolgálatot teljesítettek. Egyes példányai a Duna–Száva–Adria Vasútnál (DSA) is tovább szolgáltak, mely társaság maga is szerzett be ilyen típusú mozdonyokat. A DSA állami kezelésbe vételével a mozdonyok a MÁV-hoz kerültek, ahol a 302 sorozatjelet kapták.

## Kifejlesztése
A Déli Vasút legfontosabb osztrák vonalán, a Bécs–Trieszt vasútvonal Laibach (Ljubljana)–Trieszt szakaszán a vonatok gyorsvonatok terhelésének növekedésével a közvetlenül a századforduló előtt beszerzett 32f sorozatú 2'C tengelyelrendezésű mozdonyok vonóereje már nem felelt meg, ezért új típus tervezésére adott megrendelést. A mozdonytípus részére előírták, hogy az említett vonalszakaszon előforduló 12,5‰-es emelkedőkön egy 320 tonnás vonatot 40 km/h, 6,7‰-es emelkedőn pedig 350 tonnás vonatot 60 km/h sebességgel kell továbbítaniuk, ezen kívül sík pályán el kellett, hogy érjék a 90 km/h legnagyobb sebességet. Az új mozdony tengelyterhelése a 14 tonnát (+3%), szélső tengelytávja pedig szerkocsival a 16 métert nem haladhatta meg. A feladatot Lokomotivfabrik der StEG Karl Gölsdorf utódja, Eustach Prossy vezetésével oldotta meg. A kedvező tapasztalatok alapján megtartották az előd 2'C tengelyelrendezését annak ellenére, hogy Ausztriában az 1'C1' tengelyelrendezés terjedt el. A megkívánt nagy teljesítmény miatt a mozdonyt széles rostéllyal és túlhevítős kazánnal készítették. A mozdony elrendezését és méreteit tekintve az ÁVT 36.0 sorozatát követte, noha kazánjának méretei azt meghaladták. Az új típus első hat példánya 1910-ben készült el és a Déli Vasút a 109.01–06 sorozat- és pályaszámokkal vette őket állagába.
A mozdonyok a Monarchiában ekkor kötelező módon hadijelet is kaptak, mely ennél a típusnál  {\displaystyle {\tfrac {\mathrm {III\ 400} }{\mathrm {A} _{1}}}}  volt.

## Szerkezete
A 109 sorozatú mozdonyok tehát belső keretes, 2'C tengelyelrendezésű, azaz három, a keretbe ágyazott kapcsolt kerékpárral és előttük két, forgóvázba ágyazott futókerékpárral készült túlhevítős, kéthengeres szerkocsis gőzmozdonyok voltak.

### Kazán
A porosz-, más néven Becker-rendszerű állókazánt magasan a keretlemezek fölé emelve, a hátsó kapcsolt tengely kerekei fölött helyezték el, így benne viszonylag széles, 1,58 m szélességű rostélyt helyezhettek el.  A tűzszekrénybe lángboltozatot is építettek. Az állókazán hátfala a tömegcsökkentés miatt a függőlegestől eltérő szögben felfelé előre hajlott. A magasan elhelyezett kazán miatt sem kúpos hosszkazánöv, sem magas gőzdóm kialakítására nem volt lehetőség, így a víz bejutását a gőzszabályozóba a tűzszekrény teteje viszonylag alacsonyra, az állókazán legmagasabb pontja alatt 521 mm-re helyezésével küszöbölték ki, ezzel megfelelően nagy párologtató felületet is létrehozva. Az állókazán rákfalának mélysége 603 mm volt.
A  hosszkazánt három,  folytvas lemezekből álló részből szegecselték össze. A második kazánövön helyezték el a gőzdómot, mely tehát a magasan elhelyezett kazán miatt viszonylag alacsony volt. Emiatt gőzdómban elhelyezett függőleges tolattyútükörrel készült kettős síktolattyús gőzszabályzó viszonylag mélyen benyúlt a hosszkazánba. A gőzszabályozót szabályozó rudazatot a kazánon kívül vezették el. A gőzszabályzóból a gőz a szokásos módon a túlhevítő gőzgyűjtőszekrényének nedvesgőz-kamrájába, majd a túlhevítőelemeken át a túlhevítettgőz-kamrájába jutott. Innen kétfelé ágazva, a füstszekrény falát oldalt áttörve, azon kívül elvezetve a gőzhengerekhez áramlott. A gőzdómra 2 db Coale-rendszerű közvetlen rugóterhelésű biztonsági szelepet szereltek.
A kazánba 152 darab 48/53 mm átmérőjű folytvas tűzcsövet és négy sorban összesen 24 db 125/133 mm átmérőjű füstcsövet építettek. A tűzcsöveket vörösrézkúpokkal rögzítették a csőfalakba. A füstcsövekbe 30/38 mm átmérőjű csövekből álló túlhevítőelemek kerültek.
A túlhevítőelemek fűtőfelülete a közvetett gőzfejlesztő fűtőfelület kb. 30%-a volt – ez az érték a későbbi túlhevítős mozdonyokéhoz képest aránylag kicsinek, kifejlesztése idején viszont aránylag magasnak számított.
Az 1600 mm hosszú füstszekrényben helyezték el „békaszájú” gőzfúvót, a szikrafogót és a túlhevítő gőzgyűjtőszekrényét. A túlhevítés szabályozása túlhevítő-védőszekrénnyel és az azon elhelyezett csappantyúkkal történt, melyeket egy kis gőzhenger (az ún. szervomotor vagy automata) mozgatott. A kúpos alakú kémény  felső részét szükség esetén leszerelhették. A füstszekrényajtó kétszárnyú kivitelben készült; zárása a pereménél körben elhelyezett kallantyúkkal történt. A kazánt 2 db Friedmann-rendszerű SZ. osztályú nem szívó, 9 mm-es nyílású ún. „restarting” frissgőz-lövettyű táplálta vízzel.

### Gépezet
A két gőzhenger a kapcsolt kerékpárok közül a másodikat hajtotta. A dugattyúrúd átmenő rendszerű volt; elöl a rúdvezeték nyitott hüvelyben futott, elöl és hátul a dugattyúrudak tömszelencéi Schmidt-rendszerű fémtömítéssel készültek. A keresztfejek kétvezetékesek voltak. A hajtó- és csatlórudak I alakú keresztmetszettel készültek.
A gőzhengerek üresjárati munkájának (ellenállásának) csökkentésére a henger elülső és hátsó dugattyúterét összekötő nyitható nyomáskiegyenlítő váltót szereltek. A hengerek legnagyobb töltése mindkét irányban 76% volt.
A gőzhengerek belső beömlésű, széles, rugalmas, önfeszítő gyűrűs hengeres tolattyúkkal készültek, melyeket ellenforgattyús Heusinger–Walschaert-rendszerű vezérművek szabályoztak. A tolattyú átmérője 280 mm volt. Az ellenforgattyú előremenetben a forgattyút közel 90°-kal megelőzte, más szóval a forgattyúhoz képest előresietőként ékelték föl. Ennek és a belső beömlésnek megfelelően előremenetben a lengőívkő a lengőív (kulissza) felső részén helyezkedett el. Ez a korszak hazai mozdonyain általános elrendezés a döntően előremenetben járó mozdonyoknál nem volt előnyös megoldás, mivel a lengőív ágyazásának gyorsabb kopását idézte elő. A kormányvonórúd előremenetnél előre mozdult. A kormányvonórudat kormánycsavarral szabályozták.

### Keret, futómű, mozdonysátor
A mozdony 1740 mm futókör-átmérőjű hajtott és kapcsolt- valamint 1034 mm átmérőjű futókerékpárokkal készültek. Ez a kapcsolt kerék-átmérő a Déli Vasútnál a 17 sorozatú mozdonyoktól kezdve szabványos tekinthető. A hajtott tengely 3%-os nikkelacélból, míg a kapcsolt- és futótengelyek folytacélból készültek. A hajtott- és a kapcsolt kerékpárok tengelyeit a tengelyvonalban teljesen átfúrták. A pályaívekben való könnyebb futás érdekében a második kapcsolt kerékpár nyomkarimáját 7 mm-rel vékonyabbra esztergálták. A tengelyágy-vezetékeket és a csapágyakat egyedi kenőbeles kenőberendezésekkel látták el.
A belső elrendezésű, szegecseléssel készült keret két, egymástól 1,246 m távolságban lévő 28 mm vastag folytvaslemez hossztartóból állt, melyeket elöl a mellgerenda, hátul a kapocsszekrény kötött össze, közöttük pedig a forgócsapot is befogadó hengermerevítők és a felettük lévő szekrényes füstszekrénytartó, valamint mögötte egy, a keresztfejvezeték-tartónál, és még két további, a kapcsolt tengelyek között elhelyezett, szögvasakból és lemezekből függőleges folytvas kereszttartó (ún. keretkötő) merevített ki. A mellgerenda mögött és a keresztfejvezeték-tartónál vízszintes keretkötőlemezeket is beszegecseltek. Az első két függőleges tartó felső nyúlványai a hosszkazán haslemezéig nyúltak fel és a hosszkazánt is alátámasztották. A kereszttartókra a tömegcsökkentés érdekében kivágások kerültek. A merev tengelytávolság csökkentésére az első két kapcsolt kerékpárt a keretbe egymáshoz olyan közel ágyazták, amennyire csak a fékrudazat azt lehetővé tette. A második és a harmadik kapcsolt tengely távolságát 2,3 m-re nyújtották, így az állókazánt csak a hátsó tengelyt támasztotta alá. A tengelyágytokok keretkivágásait acélöntésű ágyvezetékek merevítették, valamint a keretlemezeknek a kivágásoknál lévő nyúlványait alul összekötő ún. kötővasak fogták össze. A hajtó- és kapcsolt kerékpárok hordrugóit himbák kötötték össze és a tengelyek alatt helyezték el.
A 2440 mm tengelytávolságú, az OMÁV 36.0 sorozatú mozdonyáéval azonos felépítésű elülső futóforgóváz kerete 28 mm vastag lemezekből készült. A terhelést a forgóvázkeretre a forgócsap oldalsó csúszópofák vitték át. A forgócsap a főkeretben oldalirányban 38–38 mm-t tudott elmozdulni, középállásba pedig laprugók terelték vissza. A forgócsap a forgóváz tengelytávolságának felezővonalától 50 mm-rel hátrébb helyezkedett el.
A mozdonysátor a magasan elhelyezett kazán miatt zömök, a mozdony hosszának korlátai miatt meglehetősen rövid volt és a sátortető sem nyúlt nagyobb mértékben hátra. A homlokán egy-egy szögletes, lekerekített sarkú forgóablakot alakítottak ki, mely fölé védőernyőt szereltek. Oldalra egy fix- és egy tolóablak került.

### Segédberendezések
A mozdonyra Hardy-rendszerű XXI W 300 típusú légűrfék-hengert szereltek. A féktuskók a mozdony összes kerékpárját hátulról fékezték. A féktuskónyomás a tapadási súly 50,8%-a volt. A gőzben lévő alkatrészek kenéséről egy 8 nyílású Friedmann-rendszerű KD jelű dugattyús melegalkatrész-kenőszivattyú gondoskodott. Kedvezőtlen tapadási viszonyok esetén Gresham-rendszerű gőzzel működtethető homokoló juttatott homokot a kapcsolt kerékpárok elé. A homoktartályokat a mozdony futóhídjain kétoldalt helyezték el. A mozdonyokat gőzfűtési rendszerrel is ellátták.

### Szerkocsi
A 109 sorozatú mozdonyok a már említett hosszúsági korlát miatt csak kisebb méretű, háromtengelyes szerkocsit lehetett kapcsolni. A merevkeretes, az SB/DV-nél 56b sorozatúként jelölt szerkocsi 6,1 (de legfeljebb 7,1) tonna szenet és 17 m³ vizet szállíthatott. A szerkocsi minden kerékpárját egy oldalról (hátulról) fékezték.

## Próbák
A 109.03 pályaszámú mozdonnyal 1910. őszén–telén a 7,7–11,5‰-es emelkedőkkel tarkított Laibach (ma: Ljubljana)–St.Peter (Šentpeter na Krasu, ma: Pivka) vonalon összehasonlító próbameneteket tartottak az 1723 pályaszámú 32f sorozatú mozdony bevonásával. A 109-es a 32f sorozatúénál kissé nagyobb, egyébként a vonal menetrendjében szokásos terhelést (277 t, szemben a másik mozdony 260 tonnás vonatával) megerőltetés nélkül továbbította, miközben 33%-kal kevesebb szenet és 37%-kal kevesebb vizet fogyasztott. A 32f sorozatú mozdony a próbák során végig teljesítőképessége határán volt.
Az új típus terhelési próbájára a Nabresina (ma: Devin-Nabrežina)–St.Peter vonalszakaszon került sor. A kísérletben részt vevő 109.05 pályaszámú mozdony a Nabresina–Divaccia (ma: Divača) szakaszon 34, a Divaccia–St.Peter szakaszon 38 tengelyes szerelvényt továbbított. A próbák során a mozdony gépezetének indikált teljesítménye elérte 68 km/h sebesség mellett az 1547 lóerőt. Ez az érték 70 km/h sebesség fölött valószínűleg még fokozható lett volna, de a pálya átépítése miatt nem lehetett szó nagyobb sebességű próbákról. Minden esetre ezekből az eredményekből is megállapíthatták, a típus a vele szemben támasztott követelményeket messze túlteljesíti. A menetek során a túlhevített gőz hőmérséklete elérte a 345 °C-ot.

## A sorozatgyártás

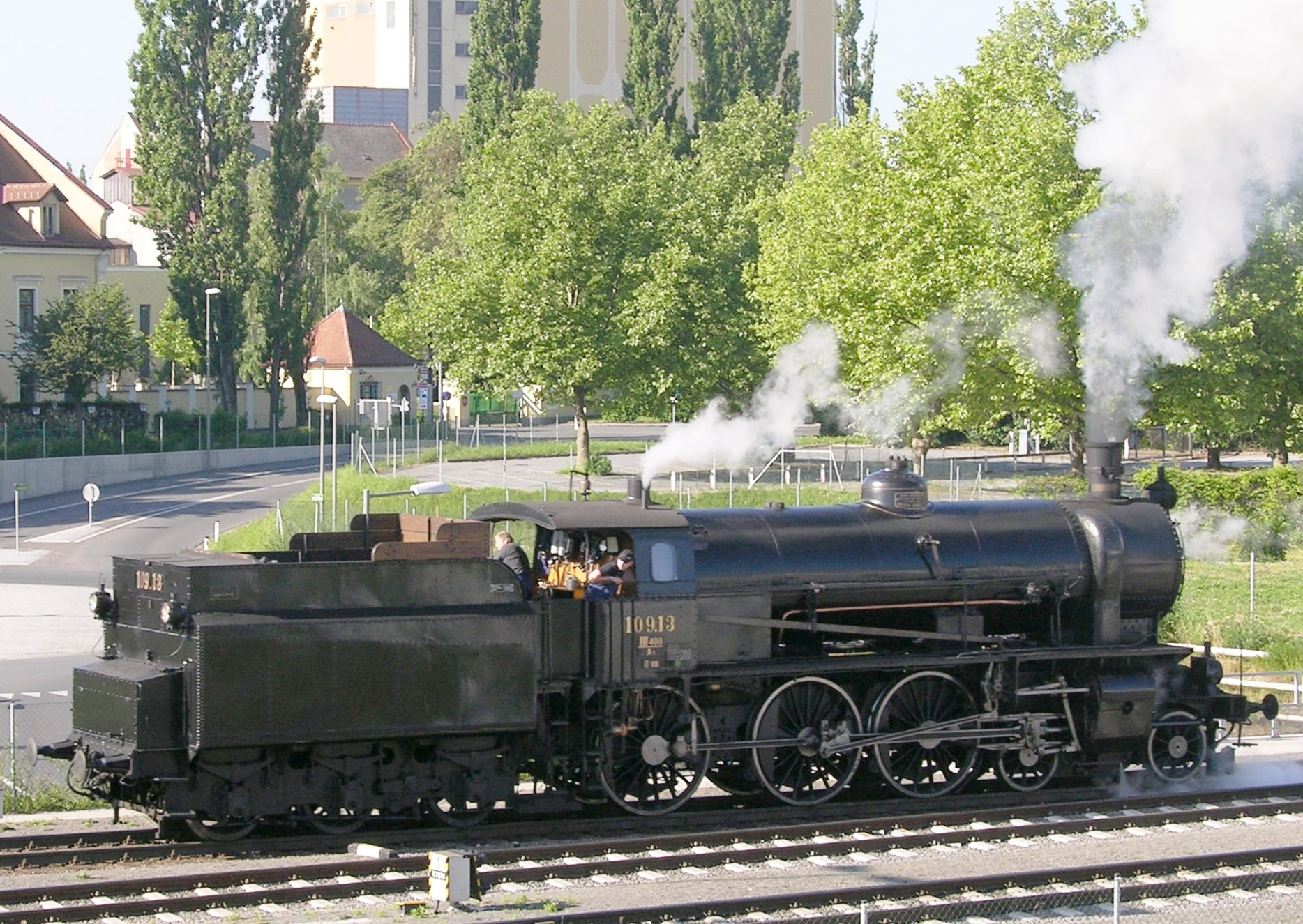
A Déli Vasút 109.13 pályaszámú gyorsvonati mozdonya

A 109 sorozatú mozdonyokból az osztrák vonalakra összesen 44 db készült. A sorozatgyártású mozdonyok a 109.07–44 pályaszámokat kapták. 
- 1911-ben az ÁVT Gépgyárában a 109.07–11,
- 1912-ben a Bécsújhelyi Mozdonygyárban a 109.12–22,
- 1913-ban a Floridsdorfi Mozdonygyárban a 109.23–40 és az ÁVT Gépgyárában 109.41–42, míg
- 1914-ben az ÁVT Gépgyárában 109.43–44 pályaszámú mozdonyok készültek el.

A második szállítástól a füstszekrény hosszát 1730 mm-re növelték. Az üzemi tapasztalatok alapján a felső füstcsősor két szélső füstcsöve a csőfalban oválissá deformálódott. Ezért a két utolsó osztrák és az 109.107 pályaszámú magyar (lásd később) mozdonyokat kettővel kevesebb füstcsővel és arányosan kisebb túlhevítőfelülettel készítették, ezzel szemben a tűzcsövek számát 6 db-bal megnövelték. Kísérletképpen a 109.07–11 pályaszámú mozdonyokat kisebb, 45/50 mm-es tűzcsövekkel készítették, azonban a későbbi szállításoknál visszatértek az eredeti csőátmérőhöz. A későbbi szállítási mozdonyok engedélyezett legnagyobb sebességét 100 km/h-ra növelték. 
A Déli Vasút 13,4‰-es emelkedőkkel tarkított trieszti fővonalán az előd 32f sorozatú mozdonyok 60 km/h melletti 260 tonnás vonatterhelésével szemben 320 tonnát vontathatott, azonos terhelés mellett pedig 22%-kal kevesebb szenet fogyasztott és a Bécs–Trieszt közötti menetidőt 13½ óráról 10½ órára csökkentette. A Bécs–Mürzzuschlag szakaszon az engedélyezett terhelésük 380 tonna volt – azonos a nagyobb méretű kazánnal rendelkező kkStB 110 sorozatú mozdonyokéval, miközben átlag 12–15%-kal kevesebb szent fogyasztottak, míg Innsbruck–Kufstein vonalon azonos körülmények között a 206 sorozatú mozdonyokhoz képest feleannyi szenet igényeltek. A mozdonyok eloszlása 1915. elején az alábbiak szerint alakult:
- Wien Süd 10 db,
- Innsbruck 10 db,
- Marburg a. d. Drau (Maribor) 11 db és
- Trieszt 13 db.

## Az első világháború után
Az első világháború után 1923-ban a Római Egyezmény osztotta fel a Déli Vasút járműállományát az utódállamok között. Az osztrák hálózaton üzemelő 109 sorozatú mozdonyokból
- a BBÖ 17 db,
- az FS 13 db,
- az SHS 13 db,
- a DSA 10 db mozdonyt kapott.

### Ausztria
A BBÖ az eredeti pályaszámok megtartásával a 209 sorozatjelet adta a mozdonyoknak és Wien Ost, valamint Graz fűtőházaknál üzemeltek. Bécstől keletre még az Orient expressz továbbítását is végezték. A hatásfok javítására a 209-esek egy részére Friedmann–Metcalfe-rendszerű fáradtgőz-lövettyűt  és Dabeg-rendszerű tápvíz előmelegítőt is felszereltek.  Az Anschlusst követően a mozdonyok a DRB-nél a 38 4101–4117 pályaszámokat kapták. A második világháború után 17 db mozdony maradt az régi-új osztrák vasútnál, az Osztrák Szövetségi Vasutak-nél, mely a DRB-pályaszámokon üzemeltette őket tovább. Az 1953-as új számozási rendszer bevezetését – mely e sorozat járműveit változatlan jelöléssel vette át, egyetlen apró módosítás a sorozatjel és a pályaszám közé illesztett pont (.) volt – már csak 11 mozdony érte meg. Ennek ellenére a már koros, de jól használható mozdonyok közül a teljesítmény és gazdaságosság javítására 1957-ben nyolcnak a tűzcsöveit leszűkítették, továbbá a füstszekrénybe Giesl-ejektort, valamint ehhez kapcsolódóan a mozdony külsejét is erősen befolyásoló keskeny, de a jármű hossztengelyében hosszan elnyújtott keresztmetszetű kéményt szereltek. 1959-ben kettő, 1963-ban és 1964-ben egy-egy mozdonyt töröltek az állagból. A megmaradt példányokat egy kivételével 1966-ban, az utolsót 1968-ban selejtezték.

### Olaszország
Az FS-hez került mozdonyok a 653.001–013 pályaszámokat kapták és továbbra is Trieszt honállomásúak voltak, ahonnan Velencébe és Udinébe továbbítottak sebesvonatokat. Forgalomból való kivonásukra és selejtezésükre e vonalak villamosítását követően, 1939–1940-ben került sor.

### Jugoszlávia
A Szerb–Horvát–Szlovén Királyság vasútja, az SHS változatlan sorozat- és pályaszámokon üzemeltette tovább a mozdonyokat. Utódja, a JDŽ 1933-ban a 03-001–013 sorozat- és pályaszámokat adta nekik. Ljubljanából kiindulva gyorsvonatokat továbbítottak Jesenicébe és Pulába. A második világháború alatt a mozdonyok a DRB-nél a 38 4118–4130 pályaszámokat viselték. Az állomány a második világháború után két MÁV-eredetű mozdonnyal bővült, melyeket a JDŽ 03-014–015 pályaszámokkal sorozott be állagába. A háború után Maribor, Ljubljana, majd Pula fűtőházaihoz tartoztak és könnyű személyvonatokat továbbíottak 1967 és 1969 közötti selejtezésükig.

## A 109 sorozat Magyarországon
A Déli Vasút legfontosabb hazai vonalán, a Budapest-Déli–Nagykanizsa–Pragerhof (Pragersko) vonalon az 1910-es években a 300 tonnát elérő, majd azt meghaladó gyorsvonatok továbbításához az addig használt 17c, 106 és 206 sorozatú 2'B tengelyelrendezésű gyorsvonati mozdonyok teljesítmény már nem volt elegendő és ez utóbbi sorozat túlhevítős változata, a 306 sorozat sem jelenthetett megoldást. A legnehezebb gyorsvonatokat még az ezeknél nagyobb vonóerejű, 1'C1' tengelyelrendezésű személyvonati mozdonyok is csak előfogattal tudták továbbítani. Ezért az SB/DV a magyar hálózatra 4 db 109 sorozatú mozdonyt rendelt, melyeket egy érvényben lévő kormányrendelet (mely szerint magyarországi vasutak csak kivételes esetben és miniszteri engedéllyel vásárolhatnak nem magyar gyártású mozdonyokat) osztrák tervek alapján a Magyar Királyi Állami Vasgyárak készített el 104. mozdony- és S 35. szerkocsi-szerkezetszámon, 1913-ban. A mozdonyok a 109.101–104 pályaszámokat kapták. A kedvező eredmények alapján további mozdonyokat rendeltek:
- 1914-ben a 109.105–106 pályaszámúakat a Magyar Királyi Állami Vasgyárak,
- 1915-ben a 109.107 pályaszámút a Magyar Királyi Állami Vasgyárak,
- 1917-ben a 109.108–109 pályaszámúakat a Floridsdorfi Mozdonygyár szállította le.

A Déli Vasút a mozdonyokat Nagykanizsa fűtőházhoz állomásította és az említett vonal személyszállító vonatait szinte kivétel nélkül e mozdonyok vették át.
Az első világháború után Magyarországra került a 109.26 pályaszámú mozdony is. Erre a gépre az 1930-as évek elején füstterelő lemezt is felszereltek.
A Balaton déli partja mentén húzódó vonal növekvő forgalma miatt a DSA 1927-ben és 1930-ban további 2–2 db 109-est vásárolt a Magyar Királyi Állami Vas-, Acél- és Gépgyárak-tól. A 109.110–113 pályaszámú mozdonyok nagyobb tömegű (30 mm-es keret, valamint 17 és 18 mm-es kazánlemezekkel) készült. A harmadik kazánövre Pogány-rendszerű víztisztító, a füstszekrénybe állandó keresztmetszetű gőzfúvó került.

### A MÁV állagában
A DSA 1932-es állami kezelésbe vételével, a MÁV módosított harmadik vontatójármű-számozási rendszerében a 109.26 és 109.101–109 pályaszámú mozdonyok rendre a 302,601–610, míg a nehezebb kivitelű 109.110–113 pályaszámúak a 302,501–504 pályaszámot kapták. Bár a Déli Vasút-eredetű mozdonyok legnagyobb tengelyterhelése a 14,42 tonnát nem érte el, a későbbi beszerzésűeké igen, így a MÁV mozdonyok sorozatjeleként a 301–314 közötti sorozatszám-tartomány legalacsonyabb szabad pozícióját választotta. A pályaszámtáblákon a „MÁV (Sud)” tulajdonjelzés szerepelt. A mozdonyok légűrfékjét légnyomásos fékre cserélték: a mozdonyra két, a szerkocsira egy 13″-os, Westinghouse-rendszerű fékhengert szereltek. Az összes féktuskóerő a tapadási súly 67,2, a teljes mozdonysúly 44,8%-a, illetve üres szerkocsi súlyának 137,5, a teljesen rakotténak 57,6%-a lett. A futóforgóváz kerékpárjainak fékezettségét megszüntették és ezzel egy időben az engedélyezett a vonattovábbítás során engedélyezett legnagyobb sebességet 100 km/h-ra emelték. (Gépmenetben, azaz vonat nélkül a mozdony előre irányban továbbra is legfeljebb 90 km/h-val közlekedhetett.) A Pogány-rendszerű víztisztítók helyett valamennyi mozdony első kazánövére MÁV-rendszerű zuhatagos víztisztítót építettek.
A 302 sorozatú mozdonyok MÁV által engedélyezett vonatterheléseit az alábbi táblázat szemlélteti:
| A 302 sorozatú mozdonyok engedélyezett vonatterhelései | A 302 sorozatú mozdonyok engedélyezett vonatterhelései | A 302 sorozatú mozdonyok engedélyezett vonatterhelései | A 302 sorozatú mozdonyok engedélyezett vonatterhelései | A 302 sorozatú mozdonyok engedélyezett vonatterhelései | A 302 sorozatú mozdonyok engedélyezett vonatterhelései | A 302 sorozatú mozdonyok engedélyezett vonatterhelései |
| Pálya- emelkedés                                       | 50 km/h                                                | 60 km/h                                                | 70 km/h                                                | 80 km/h                                                | 90 km/h                                                | 100 km/h                                               |
| ------------------------------------------------------ | ------------------------------------------------------ | ------------------------------------------------------ | ------------------------------------------------------ | ------------------------------------------------------ | ------------------------------------------------------ | ------------------------------------------------------ |
| 0– 3‰                                                  | 1070 t                                                 | 780 t                                                  | 585 t                                                  | 465 t                                                  | 355 t                                                  | 270 t                                                  |
| 3– 5‰                                                  | 940 t                                                  | 710 t                                                  | 570 t                                                  | 455 t                                                  | 350 t                                                  | 270 t                                                  |
| 5– 7‰                                                  | 750 t                                                  | 660 t                                                  | 540 t                                                  | 440 t                                                  | 350 t                                                  | 270 t                                                  |
| 8–10‰                                                  | 525 t                                                  | 510 t                                                  | 430 t                                                  | 370 t                                                  | 300 t                                                  | 245 t                                                  |
| 14–16‰                                                 | 310 t                                                  | 305 t                                                  | 300 t                                                  | 265 t                                                  | 230 t                                                  | 190 t                                                  |
| 25‰                                                    | 145 t                                                  | 145 t                                                  | 145 t                                                  | 145 t                                                  | 140 t                                                  | 140 t                                                  |

A mozdonyok havi átlagos futásteljesítménye az 1930-as évek közepén, gyorsvonati felhasználásának megfelelően viszonylag magas, 3364 km volt.
Kárpátalja visszacsatolásakor 4 db 302 sorozatú mozdonyt Miskolcra állomásítottak a Miskolc–Királyháza vonal személyszállító vonatainak továbbításához, majd később visszakerültek Nagykanizsára.

### A második világháború után
A harcok befejezése és az országhatárok 1945. júniusi „megszilárdulása” után a 302 sorozatú mozdonyok közül hat maradt csak az újra hivatalossá vált trianoni határok között. Ezek közül 
- 4 db működőképes volt,
- két mozdony javítatlanul félre volt állítva.

Valószínűleg egy további példány is országban volt, mivel egy 1946-os kimutatás hét mozdonyt sorol fel.
Az öt működőképes 302-esre a Vörös Hadsereg „T–CCCP” hadizsákmány-jele (T=трофейный, azaz zsákmány) került, majd az 1947-ben megkötött magyar-szovjet járműegyezmény nyomán a területi revíziók előtt is magyar tulajdonban volt járművekről a „T”-jelet eltávolíthatták.
Az egyes országok között, a háború alatt összekeveredett járműpark rendezéséről, „restitúciójáról” született megállapodások nyomán a két említetten kívül
- 1948 novemberében Ausztria szovjet megszállási övezetéből egy,
- 1950 májusában Ausztria bizóniai övezetéből még egy tovább 302-es tért haza.

Ez utóbbi példány (302,503) szerkocsiját két hónappal a mozdony után adták vissza.
A második világháború után két mozdony Csehszlovákiába került, ahonnan már nem tértek vissza, további kettőt pedig a JDŽ vett állagába (lásd feljebb). 1951–1953 között a mozdonyok Budára kerültek átállomásításra, ahonnan Székesfehérvár és Nagykanizsa, illetve Pusztaszabolcs és Bátaszék felé közlekedtek.
1952-től a vörösréz tűzszekrényeket 12 mm (illetve a csőfalnál 17 mm) vastag lágyacéllemezekből hegesztéssel készült kivitelre cserélték. A mozdonyok kazánjának kímélésére az 1950-es évek elejétől vegyszeres, úgynevezett Antidur-vízlágyítást alkalmaztak. Mivel a Magyar Optikai Művek 1954-ben beszüntette a régebbi típusú kenőszivattyúk alkatrész-ellátását, így a 302 sorozat melegkenő-szivattyúi helyére is megkezdték az FSA típus felszerelését. Az 1950-es évek második felében járműjavítói javítások folytán a meglehetősen rövidke mozdonyvezetői sátor tetejét meghosszabbították. 1960-tól a tehervonati légfékezés bevezetése nyomán a mozdonyok és a szerkocsik fékrendszerébe, a gyorsműködésű kormányszelep és a fékhenger közé tehervonati/személyvonati (Gz/Pz, illetve G/P) váltót szereltek.
A mozdonyok selejtezésére 1962–1969 között került sor.

## A megőrzött 109-esek
| Sorozatszám | Évjárat | Állapot      | Tulajdonos/Tárolás helye                          |
| ----------- | ------- | ------------ | ------------------------------------------------- |
| 109.13      | 1912    | üzemképes    | Bécsi Technikai Múzeum / Strasshofi Vasúti Múzeum |
| 109.38      | 1914    | üzemképtelen | Szlovén Vasúti Múzeum                             |
| 109.109     | 1917    | üzemképtelen | Közlekedési Múzeum / Magyar Vasúttörténeti Park   |